# Belloy-en-Santerre
Belloy-en-Santerre là một xã ở tỉnh Somme, vùng Hauts-de-France, Pháp.

## Địa lý
Thị trấn này tọa lạc trên đường D79, khoảng 1 dặm Anh so với giao lộ A1 và N29, khoảng 30 dặm Anh về phía đông của Amiens.

## Dân số
| 1962                                                         | 1968 | 1975 | 1982 | 1990 | 1999 |
| ------------------------------------------------------------ | ---- | ---- | ---- | ---- | ---- |
| 136                                                          | 159  | 172  | 169  | 162  | 167  |
| Số liệu điều tra dân số từ năm 1962, dân số không tính trùng |      |      |      |      |      |